# Список медалісток чемпіонатів Європи з плавання
Ця стаття містить список усіх жінок, що здобули медалі з плавання на чемпіонатах Європи з водних видів спорту від 1927 до 2020 року.

## Плавання вільним стилем

### 50 метрів
| Рік            | Золото                      | Срібло                                    | Бронза                      |
| -------------- | --------------------------- | ----------------------------------------- | --------------------------- |
| Страсбург 1987 | Тамара Костаке (ROM)        | Катрін Майснер (GDR)                      | Хрістіане Пільке (FRG)      |
| Бонн 1989      | Катрін Плевінскі (FRA)      | Даніела Гунґер (GDR)                      | Катрін Майснер (GDR)        |
| Афіни 1991     | Зімоне Озіґус (GER)         | Катрін Плевінскі (FRA)                    | Інге де Бройн (NED)         |
| Шеффілд 1993   | Францишка ван Альмсік (GER) | Лінда Олофссон (SWE)                      | Інге де Бройн (NED)         |
| Відень 1995    | Лінда Олофссон (SWE)        | Францишка ван Альмсік (GER)               | Анґела Постма (NED)         |
| Севілья 1997   | Наталія Мещерякова (RUS)    | Зандра Фелкер (GER)                       | Тереза Альсгаммар (SWE)     |
| Стамбул 1999   | Інге де Бройн (NED)         | Тереза Альсгаммар (SWE)                   | Елісон Шеппард (GBR)        |
| Гельсінкі 2000 | Тереза Альсгаммар (SWE)     | Вілма ван Гофвеґен (NED)                  | Ольга Мукомол (UKR)         |
| Берлін 2002    | Тереза Альсгаммар (SWE)     | Мартіна Моравцова (SVK)                   | Олександра Герасименя (BLR) |
| Мадрид 2004    | Тереза Альсгаммар (SWE)     | Світлана Хохлова (BLR)                    | Зандра Фелкер (GER)         |
| Будапешт 2006  | Брітта Штеффен (GER)        | Тереза Альсгаммар (SWE)                   | Марлен Велдгойс (NED)       |
| Ейндговен 2008 | Марлен Велдгойс (NED)       | Гінкелін Схредер (NED)                    | Тереза Альсгаммар (SWE)     |
| Будапешт 2010  | Тереза Альсгаммар (SWE)     | Гінкелін Схредер (NED)                    | Франческа Голсолл (GBR)     |
| Дебрецен 2012  | Брітта Штеффен (GER)        | Гінкелін Схредер (NED)                    | Нері Нянгкуара (GRE)        |
| Берлін 2014    | Франческа Голсолл (GBR)     | Сара Шестрем (SWE)                        | Джанетт Оттесен (DEN)       |
| 2016 Лондон    | Раномі Кромовідьойо (NED)   | Франческа Голсолл (GBR)                   | Джанетт Оттесен (DEN)       |
| Глазго 2018    | Сара Шестрем (SWE)          | Пернілле Блуме (DEN)                      | Раномі Кромовідьойо (NED)   |
| Будапешт 2020  | Раномі Кромовідьойо (NED)   | Пернілле Блуме (DEN) Катажина Васік (POL) | не вручали                  |

- Найбільше золотих медалей: 4  Тереза Альсгаммар (SWE)
- Найбільше медалей: 8  Тереза Альсгаммар (SWE)

### 100 метрів
| Рік              | Золото                      | Срібло                          | Бронза                   |
| ---------------- | --------------------------- | ------------------------------- | ------------------------ |
| Болонья 1927     | Марія Вірдаґ (NED)          | Джойсі Купер (GBR)              | Харлотте Леманн (GER)    |
| Париж 1931       | Івонн Годар (FRA)           | Віллі ден Ауден (NED)           | Джойсі Купер (GBR)       |
| Магдебург 1934   | Віллі ден Ауден (NED)       | Рі Мастенбрук (NED)             | Ґізела Арендт (GER)      |
| Лондон 1938      | Раґнгільд Гвеґер (DEN)      | Бірте Ове-Петерсен (DEN)        | Рі ван Вен (NED)         |
| Монте-Карло 1947 | Фріце Карстенсен (DEN)      | Ганні Термелен (NED)            | Ґрета Андерсен (DEN)     |
| Відень 1950      | Ірма Гейтінґ-Схумахер (NED) | Марі-Луїзе Лінссен-Вассен (NED) | Ґрета Андерсен (DEN)     |
| Турин 1954       | Каталін Секе (HUN)          | Юдіт Темеш (HUN)                | Гертьє Вілема (NED)      |
| Будапешт 1958    | Кате Йобсон (SWE)           | Коккі Гастелаарс (NED)          | Джуді Ґрінем (GBR)       |
| Лейпциг 1962     | Гайді Пехштайн (GDR)        | Даяна Вілкінсон (GBR)           | Інеке Тіґелар (NED)      |
| Утрехт 1966      | Мартіна Ґрюнерт (GDR)       | Юдіт Туроці (HUN)               | Полін Сіллетт (GBR)      |
| Барселона 1970   | Ґабріеле Вецко (GDR)        | Мір'яна Шегрт (YUG)             | Александра Джексон (GBR) |
| Відень 1974      | Корнелія Ендер (GDR)        | Анґела Франке (GDR)             | Еніт Бріґіта (NED)       |
| Єнчепінг 1977    | Барбара Краузе (GDR)        | Еніт Бріґіта (NED)              | Петра Прімер (GDR)       |
| Спліт 1981       | Карен Мещук (GDR)           | Бірґіт Майнеке (GDR)            | Конні ван Бентум (NED)   |
| Рим 1983         | Бірґіт Майнеке (GDR)        | Крістін Отто (GDR)              | Конні ван Бентум (NED)   |
| Софія 1985       | Гайке Фрідріх (GDR)         | Мануела Штельмах (GDR)          | Конні ван Бентум (NED)   |
| Страсбург 1987   | Крістін Отто (GDR)          | Мануела Штельмах (GDR)          | Тамара Костаке (ROM)     |
| Бонн 1989        | Катрін Майснер (GDR)        | Мануела Штельмах (GDR)          | Маріанне Мейс (NED)      |
| Афіни 1991       | Катрін Плевінскі (FRA)      | Карін Брінессе (NED)            | Зімоне Озіґус (GER)      |
| Шеффілд 1993     | Францишка ван Альмсік (GER) | Мартіна Моравцова (SVK)         | Катрін Плевінскі (FRA)   |
| Відень 1995      | Францишка ван Альмсік (GER) | Метте Якобсен (DEN)             | Карен Пікерінґ (GBR)     |
| Севілья 1997     | Зандра Фелкер (GER)         | Мартіна Моравцова (SVK)         | Антьє Бушшульте (GER)    |
| Стамбул 1999     | Сью Ролф (GBR)              | Інге де Бройн (NED)             | Зандра Фелкер (GER)      |
| Гельсінкі 2000   | Тереза Альсгаммар (SWE)     | Мартіна Моравцова (SVK)         | Метте Якобсен (DEN)      |
| Берлін 2002      | Францишка ван Альмсік (GER) | Мартіна Моравцова (SVK)         | Алена Попшанка (BLR)     |
| Мадрид 2004      | Малія Метелла (FRA)         | Марлен Велдгойс (NED)           | Нері Нянгкуара (GRE)     |
| Будапешт 2006    | Брітта Штеффен (GER)        | Марлен Велдгойс (NED)           | Нері Нянгкуара (GRE)     |
| Ейндговен 2008   | Марлен Велдгойс (NED)       | Ханна-Марія Сеппяля (FIN)       | Інґе Деккер (NED)        |
| Будапешт 2010    | Франческа Голсолл (GBR)     | Олександра Герасименя (BLR)     | Фемке Гемскерк (NED)     |
| Дебрецен 2012    | Сара Шестрем (SWE)          | Брітта Штеффен (GER)            | Даніела Шрайбер (GER)    |
| Берлін 2014      | Сара Шестрем (SWE)          | Фемке Гемскерк (NED)            | Мішель Колеман (SWE)     |
| 2016 Лондон      | Сара Шестрем (SWE)          | Раномі Кромовідьойо (NED)       | Фемке Гемскерк (NED)     |
| Глазго 2018      | Сара Шестрем (SWE)          | Фемке Гемскерк (NED)            | Шарлотт Бонне (FRA)      |
| Будапешт 2020    | Фемке Гемскерк (NED)        | Марі Ваттель (FRA)              | Анна Гопкін (GBR)        |

- Найбільше золотих медалей: 4  Сара Шестрем (SWE)

### 200 метрів
| Рік            | Золото                      | Срібло                    | Бронза                     |
| -------------- | --------------------------- | ------------------------- | -------------------------- |
| Барселона 1970 | Ґабріеле Вецко (GDR)        | Мір'яна Шегрт (YUG)       | Івонне Нібер (GDR)         |
| Відень 1974    | Корнелія Ендер (GDR)        | Еніт Бріґіта (NED)        | Андреа Айфе (GDR)          |
| Єнчепінг 1977  | Петра Тюмер (GDR)           | Барбара Краузе (GDR)      | Аннеліс Маас (NED)         |
| Спліт 1981     | Кармела Шмідт (GDR)         | Бірґіт Майнеке (GDR)      | Конні ван Бентум (NED)     |
| Рим 1983       | Бірґіт Майнеке (GDR)        | Астрід Штраус (GDR)       | Конні ван Бентум (NED)     |
| Софія 1985     | Гайке Фрідріх (GDR)         | Мануела Штельмах (GDR)    | Ваня Аргірова (BUL)        |
| Страсбург 1987 | Гайке Фрідріх (GDR)         | Мануела Штельмах (GDR)    | Лумініца Добреску (ROM)    |
| Бонн 1989      | Мануела Штельмах (GDR)      | Маріанне Мейс (NED)       | Метте Якобсен (DEN)        |
| Афіни 1991     | Метте Якобсен (DEN)         | Катрін Плевінскі (FRA)    | Лумініца Добреску (ROM)    |
| Шеффілд 1993   | Францишка ван Альмсік (GER) | Лумініца Добреску (ROM)   | Карен Пікерінґ (GBR)       |
| Відень 1995    | Керстін Кільґас (GER)       | Малін Нільссон (SWE)      | Метте Якобсен (DEN)        |
| Відень 1995    | Керстін Кільґас (GER)       | Малін Нільссон (SWE)      | Карен Пікерінґ (GBR)       |
| Севілья 1997   | Мішель Сміт (IRL)           | Надія Чемезова (RUS)      | Камелія Аліна Потек (ROM)  |
| Стамбул 1999   | Камелія Аліна Потек (ROM)   | Керстін Кільґас (GER)     | Наталія Барановська (BLR)  |
| Гельсінкі 2000 | Наталія Барановська (BLR)   | Мартіна Моравцова (SVK)   | Камелія Аліна Потек (ROM)  |
| Берлін 2002    | Францишка ван Альмсік (GER) | Камелія Аліна Потек (ROM) | Алена Попшанка (BLR)       |
| Мадрид 2004    | Камелія Аліна Потек (ROM)   | Соленн Фіге (FRA)         | Юзефіна Ліллгаге (SWE)     |
| Будапешт 2006  | Отилія Єнджейчак (POL)      | Анніка Лурц (GER)         | Лор Маноду (FRA)           |
| Ейндговен 2008 | Сара Ісакович (SLO)         | Камелія Аліна Потек (ROM) | Агнеш Мутіна (HUN)         |
| Будапешт 2010  | Федеріка Пеллегріні (ITA)   | Зільке Ліппок (GER)       | Агнеш Мутіна (HUN)         |
| Дебрецен 2012  | Федеріка Пеллегріні (ITA)   | Зільке Ліппок (GER)       | Офелі-Сірієлль Етьєн (FRA) |
| Берлін 2014    | Федеріка Пеллегріні (ITA)   | Катінка Хоссу (HUN)       | Фемке Гемскерк (NED)       |
| 2016 Лондон    | Федеріка Пеллегріні (ITA)   | Фемке Гемскерк (NED)      | Шарлотт Бонне (FRA)        |
| Глазго 2018    | Шарлотт Бонне (FRA)         | Фемке Гемскерк (NED)      | Анастасія Гуженкова (RUS)  |
| Будапешт 2020  | Барбора Сіманова (CZE)      | Федеріка Пеллегріні (ITA) | Фрея Андерсон (GBR)        |

### 400 метрів
| Рік              | Золото                      | Срібло                      | Бронза                     |
| ---------------- | --------------------------- | --------------------------- | -------------------------- |
| Болонья 1927     | Марі Браун (NED)            | Меріон Лейверті (GBR)       | Фріці Леві (AUT)           |
| Париж 1931       | Марі Браун (NED)            | Джойсі Купер (GBR)          | Івонн Годар (FRA)          |
| Магдебург 1934   | Рі Мастенбрук (NED)         | Віллі ден Ауден (NED)       | Ліллі Андерсен (DEN)       |
| Лондон 1938      | Раґнгільд Гвеґер (DEN)      | Рі ван Вен (NED)            | Фернанде Сарун (BEL)       |
| Монте-Карло 1947 | Карен Маґрете Гаруп (DEN)   | Кетрін Ґібсон (GBR)         | Фернанде Сарун (BEL)       |
| Відень 1950      | Ґрета Андерсен (DEN)        | Ірма Гейтінґ-Схумахер (NED) | Колетт Тома (FRA)          |
| Турин 1954       | Агата Шебьо (HUN)           | Валерія Дьєнге (HUN)        | Еша Лігоріо (YUG)          |
| Будапешт 1958    | Янс Костер (NED)            | Коррі Схіммел (NED)         | Nan Rae (GBR)              |
| Лейпциг 1962     | Адрі Ластері (NED)          | Інеке Тіґелар (NED)         | Елізабет Юнґґрен (SWE)     |
| Утрехт 1966      | Клод Мандонно (FRA)         | Ада Кок (NED)               | Тамара Соснова (URS)       |
| Барселона 1970   | Ельке Земіш (GDR)           | Ґунілла Йонссон (SWE)       | Карін Тюллінґ (GDR)        |
| Відень 1974      | Анґела Франке (GDR)         | Корнелія Дерр (GDR)         | Новелла Каллігаріс (ITA)   |
| Єнчепінг 1977    | Петра Тюмер (GDR)           | Аннеліс Маас (NED)          | Барбара Краузе (GDR)       |
| Спліт 1981       | Інес Дірс (GDR)             | Кармела Шмідт (GDR)         | Джекі Віллмотт (GBR)       |
| Рим 1983         | Астрід Штраус (GDR)         | Анке Зонненбродт (GDR)      | Ірина Ларічева (URS)       |
| Софія 1985       | Астрід Штраус (GDR)         | Анке Мерінґ (GDR)           | Олена Дендеберова (URS)    |
| Страсбург 1987   | Гайке Фрідріх (GDR)         | Астрід Штраус (GDR)         | Стела Пура (ROM)           |
| Бонн 1989        | Анке Мерінґ (GDR)           | Гайке Фрідріх (GDR)         | Мануела Мелькіоррі (ITA)   |
| Афіни 1991       | Ірене Далбю (NOR)           | Бятріче Кишлару (ROM)       | Крістіна Соссі (ITA)       |
| Шеффілд 1993     | Даґмар Газе (GER)           | Керстін Кільґас (GER)       | Ірене Далбю (NOR)          |
| Відень 1995      | Францишка ван Альмсік (GER) | Карла Ґертс (NED)           | Ірене Далбю (NOR)          |
| Севілья 1997     | Даґмар Газе (GER)           | Мішель Сміт (IRL)           | Керстін Кільґас (GER)      |
| Стамбул 1999     | Камелія Аліна Потек (ROM)   | Керстін Кільґас (GER)       | Яна Клочкова (UKR)         |
| Гельсінкі 2000   | Яна Клочкова (UKR)          | Наталія Барановська (BLR)   | Камелія Аліна Потек (ROM)  |
| Берлін 2002      | Яна Клочкова (UKR)          | Ева Рістов (HUN)            | Камелія Аліна Потек (ROM)  |
| Мадрид 2004      | Лор Маноду (FRA)            | Камелія Аліна Потек (ROM)   | Яна Клочкова (UKR)         |
| Будапешт 2006    | Лор Маноду (FRA)            | Джоенн Джексон (GBR)        | Кейтлін Макклетчі (GBR)    |
| Ейндговен 2008   | Федеріка Пеллегріні (ITA)   | Коралі Балмі (FRA)          | Камелія Аліна Потек (ROM)  |
| Будапешт 2010    | Ребекка Едлінгтон (GBR)     | Офелі-Сірієлль Етьєн (FRA)  | Лотте Фрійс (DEN)          |
| Дебрецен 2012    | Коралі Балмі (FRA)          | Мірея Бельмонте (ESP)       | Офелі-Сірієлль Етьєн (FRA) |
| Берлін 2014      | Язмін Карлін (GBR)          | Шарон ван Раувендал (NED)   | Мірея Бельмонте (ESP)      |
| 2016 Лондон      | Богларка Капаш (HUN)        | Язмін Карлін (GBR)          | Мірея Бельмонте (ESP)      |
| Глазго 2018      | Сімона Квадарелла (ITA)     | Голлі Гібботт (GBR)         | Айна Кешей (HUN)           |
| Будапешт 2020    | Сімона Квадарелла (ITA)     | Анна Єгорова (RUS)          | Богларка Капаш (HUN)       |

### 800 метрів
| Рік            | Золото                        | Срібло                        | Бронза                    |
| -------------- | ----------------------------- | ----------------------------- | ------------------------- |
| Барселона 1970 | Карін Нойґебауер (GDR)        | Лінда де Бур (NED)            | Новелла Каллігаріс (ITA)  |
| Відень 1974    | Корнелія Дерр (GDR)           | Новелла Каллігаріс (ITA)      | Ґудрун Веґнер (GDR)       |
| Єнчепінг 1977  | Петра Тюмер (GDR)             | Аннеліс Маас (NED)            | Маріна Альтманн (GDR)     |
| Спліт 1981     | Кармела Шмідт (GDR)           | Інес Дірс (GDR)               | Джекі Віллмотт (GBR)      |
| Рим 1983       | Астрід Штраус (GDR)           | Анке Зонненбродт (GDR)        | Сара Гардкасл (GBR)       |
| Софія 1985     | Астрід Штраус (GDR)           | Сара Гардкасл (GBR)           | Анке Мерінґ (GDR)         |
| Страсбург 1987 | Анке Мерінґ (GDR)             | Астрід Штраус (GDR)           | Юдіт Чабаї (HUN)          |
| Бонн 1989      | Анке Мерінґ (GDR)             | Астрід Штраус (GDR)           | Ірене Далбю (NOR)         |
| Афіни 1991     | Ірене Далбю (NOR)             | Яна Генке (GER)               | Крістіна Соссі (ITA)      |
| Шеффілд 1993   | Яна Генке (GER)               | Ірене Далбю (NOR)             | Ольга Шпліхалова (CZE)    |
| Відень 1995    | Юлія Юнґ (GER)                | Яна Генке (GER)               | Ірене Далбю (NOR)         |
| Севілья 1997   | Керстін Кільґас (GER)         | Карла Ґертс (NED)             | Яна Генке (GER)           |
| Стамбул 1999   | Ганна Штокбауер (GER)         | Кірстен Влігейс (NED)         | Яна Генке (GER)           |
| Гельсінкі 2000 | Флавія Рігамонті (SUI)        | Шанталь Штрассер (SUI)        | Кірстен Влігейс (NED)     |
| Берлін 2002    | Яна Генке (GER)               | Ева Рістов (HUN)              | Ганна Штокбауер (GER)     |
| Мадрид 2004    | Еріка Вільяесіха Гарсія (ESP) | Аня Чарман (SLO)              | Камелія Аліна Потек (ROM) |
| Будапешт 2006  | Лор Маноду (FRA)              | Ребекка Едлінгтон (GBR)       | Ребекка Кук (GBR)         |
| Ейндговен 2008 | Алессія Філіппі (ITA)         | Еріка Вільяесіха Гарсія (ESP) | Камелія Аліна Потек (ROM) |
| Будапешт 2010  | Лотте Фрійс (DEN)             | Офелі-Сірієлль Етьєн (FRA)    | Федеріка Пеллегріні (ITA) |
| Дебрецен 2012  | Богларка Капаш (HUN)          | Коралі Балмі (FRA)            | Ева Рістов (HUN)          |
| Берлін 2014    | Язмін Карлін (GBR)            | Мірея Бельмонте (ESP)         | Богларка Капаш (HUN)      |
| 2016 Лондон    | Богларка Капаш (HUN)          | Язмін Карлін (GBR)            | Т'яша Одер (SLO)          |
| Глазго 2018    | Сімона Квадарелла (ITA)       | Айна Кешей (HUN)              | Анна Єгорова (RUS)        |
| Будапешт 2020  | Сімона Квадарелла (ITA)       | Анастасія Кирпичникова (RUS)  | Анна Єгорова (RUS)        |

### 1500 метрів
| Рік            | Золото                  | Срібло                        | Бронза                        |
| -------------- | ----------------------- | ----------------------------- | ----------------------------- |
| Ейндговен 2008 | Флавія Рігамонті (SUI)  | Еріка Вільяесіха Гарсія (ESP) | Лотте Фрійс (DEN)             |
| Будапешт 2010  | Лотте Фрійс (DEN)       | Ґрейнн Мерфі (IRL)            | Еріка Вільяесіха Гарсія (ESP) |
| Дебрецен 2012  | Мірея Бельмонте (ESP)   | Ева Рістов (HUN)              | Еріка Вільяесіха Гарсія (ESP) |
| Берлін 2014    | Мірея Бельмонте (ESP)   | Богларка Капаш (HUN)          | Мартіна Караміньйолі (ITA)    |
| 2016 Лондон    | Богларка Капаш (HUN)    | Мірея Бельмонте (ESP)         | Марія Вілас (ESP)             |
| Глазго 2018    | Сімона Квадарелла (ITA) | Сара Келер (GER)              | Айна Кешей (HUN)              |
| Будапешт 2020  | Сімона Квадарелла (ITA) | Анастасія Кирпичникова (RUS)  | Мартіна Караміньйолі (ITA)    |

## Плаванняна спині

### 50 метрів
| Рік            | Золото                      | Срібло                      | Бронза                      |
| -------------- | --------------------------- | --------------------------- | --------------------------- |
| Стамбул 1999   | Зандра Фелкер (GER)         | Ніна Живаневська (ESP)      | Метка Шпаровець (SLO)       |
| Гельсінкі 2000 | Ніна Живаневська (ESP)      | Дьяна Мокану (ROM)          | Ілона Главачкова (CZE)      |
| Берлін 2002    | Ніна Живаневська (ESP)      | Зандра Фелкер (GER)         | Олександра Герасименя (BLR) |
| Мадрид 2004    | Ілона Главачкова (CZE)      | Ніна Живаневська (ESP)      | Алессандра Каппа (ITA)      |
| Будапешт 2006  | Яніне Піч (GER)             | Олександра Герасименя (BLR) | Антьє Бушшульте (GER)       |
| Ейндговен 2008 | Анастасія Зуєва (RUS)       | Ніна Живаневська (ESP)      | Саня Йованович (CRO)        |
| Будапешт 2010  | Олександра Герасименя (BLR) | Даніела Самульскі (GER)     | Мерседес Періс (ESP)        |
| Дебрецен 2012  | Мерседес Періс (ESP)        | Аріанна Барб'єрі (ITA)      | Саня Йованович (CRO)        |
| Берлін 2014    | Франческа Голсолл (GBR)     | Джорджія Девіс (GBR)        | Міе Нільсен (DEN)           |
| 2016 Лондон    | Франческа Голсолл (GBR)     | Міе Нільсен (DEN)           | Джорджія Девіс (GBR)        |
| Глазго 2018    | Джорджія Девіс (GBR)        | Анастасія Фесикова (RUS)    | Мімоза Джаллоу (FIN)        |
| Будапешт 2020  | Кіра Туссен (NED)           | Кетлін Доусон (GBR)         | Маайке де-Ваард (NED)       |

### 100 метрів
| Рік              | Золото                    | Срібло                    | Бронза                   |
| ---------------- | ------------------------- | ------------------------- | ------------------------ |
| Болонья 1927     | Віллі ден Турк (NED)      | Марі Браун (NED)          | Філліс Гардінґ (GBR)     |
| Париж 1931       | Марі Браун (NED)          | Джойсі Купер (GBR)        | Філліс Гардінґ (GBR)     |
| Магдебург 1934   | Рі Мастенбрук (NED)       | Ґізела Арендт (GER)       | Пук Оверслот (NED)       |
| Лондон 1938      | Кор Кінт (NED)            | Іет ван Феґґелен (NED)    | Бірте Ове-Петерсен (DEN) |
| Монте-Карло 1947 | Карен Маґрете Гаруп (DEN) | Кетрін Ґібсон (GBR)       | Іет ван Феґґелен (NED)   |
| Відень 1950      | Ріа ван дер Горст (NED)   | Ґертруд Геррбрук (FRG)    | Ґретьє Ґайллард (NED)    |
| Турин 1954       | Гертьє Вілема (NED)       | Йоке де Корте (NED)       | Пет Саймонс (GBR)        |
| Будапешт 1958    | Джуді Ґрінем (GBR)        | Марґарет Едвардс (GBR)    | Лариса Вікторова (URS)   |
| Лейпциг 1962     | Ріа ван Велсен (NED)      | Коррі Вінкел (NED)        | Вероніка Голлец (GDR)    |
| Утрехт 1966      | Кікі Карон (FRA)          | Лінда Ландґроув (GBR)     | Крістіна Балабан (ROM)   |
| Барселона 1970   | Тінатін Леквеїшвілі (URS) | Андреа Дьярматі (HUN)     | Кобі Бутер (NED)         |
| Відень 1974      | Ульріке Ріхтер (GDR)      | Ульріке Таубер (GDR)      | Еніт Бріґіта (NED)       |
| Єнчепінг 1977    | Бірґіт Трайбер (GDR)      | Ульріке Ріхтер (GDR)      | Кайре Індріксон (URS)    |
| Спліт 1981       | Іна Клебер (GDR)          | Корнелія Політ (GDR)      | Кармен Буначіу (ROM)     |
| Рим 1983         | Іна Клебер (GDR)          | Корнелія Зірх (GDR)       | Кармен Буначіу (ROM)     |
| Софія 1985       | Бірте Вайґанґ (GDR)       | Катрін Ціммерманн (GDR)   | Наталія Шибаєва (URS)    |
| Страсбург 1987   | Крістін Отто (GDR)        | Свеня Шліхт (FRG)         | Катрін Ціммерманн (GDR)  |
| Бонн 1989        | Крістін Отто (GDR)        | Крістіна Егерсегі (HUN)   | Аня Айхорст (GDR)        |
| Афіни 1991       | Крістіна Егерсегі (HUN)   | Тюнде Сабо (HUN)          | Даґмар Газе (GER)        |
| Шеффілд 1993     | Крістіна Егерсегі (HUN)   | Ніна Живаневська (RUS)    | Зандра Фелкер (GER)      |
| Відень 1995      | Метте Якобсен (DEN)       | Кетлін Рунд (GER)         | Ніна Живаневська (RUS)   |
| Севілья 1997     | Антьє Бушшульте (GER)     | Роксана Меречиняну (FRA)  | Зандра Фелкер (GER)      |
| Стамбул 1999     | Зандра Фелкер (GER)       | Ніна Живаневська (ESP)    | Роксана Меречиняну (FRA) |
| Гельсінкі 2000   | Ніна Живаневська (ESP)    | Дьяна Мокану (ROM)        | Луїз Ернстедт (DEN)      |
| Берлін 2002      | Станіслава Комарова (RUS) | Зандра Фелкер (GER)       | Антьє Бушшульте (GER)    |
| Мадрид 2004      | Лор Маноду (FRA)          | Станіслава Комарова (RUS) | Ніна Живаневська (ESP)   |
| Будапешт 2006    | Лор Маноду (FRA)          | Антьє Бушшульте (GER)     | Яніне Піч (GER)          |
| Ейндговен 2008   | Анастасія Зуєва (RUS)     | Лор Маноду (FRA)          | Ніна Живаневська (ESP)   |
| Будапешт 2010    | Джемма Споффорт (GBR)     | Елізабет Сіммондс (GBR)   | Дженні Менсінг (GER)     |
| Дебрецен 2012    | Дженні Менсінг (GER)      | Аріанна Барб'єрі (ITA)    | Сімона Кубова (CZE)      |
| Берлін 2014      | Катінка Хоссу (HUN)       | не вручали                | Джорджія Девіс (GBR)     |
| Берлін 2014      | Міе Нільсен (DEN)         | не вручали                | Джорджія Девіс (GBR)     |
| 2016 Лондон      | Міе Нільсен (DEN)         | Катінка Хоссу (HUN)       | Кетлін Доусон (GBR)      |
| Глазго 2018      | Анастасія Фесикова (RUS)  | Джорджія Девіс (GBR)      | Карлотта Цофкова (ITA)   |
| Будапешт 2020    | Кетлін Доусон (GBR)       | Маргеріта Панцієра (ITA)  | Марія Камєнєва (RUS)     |

### 200 метрів
| Рік            | Золото                    | Срібло                   | Бронза                    |
| -------------- | ------------------------- | ------------------------ | ------------------------- |
| Барселона 1970 | Андреа Дьярматі (HUN)     | Барбара Гофмайстер (GDR) | Тінатін Леквеїшвілі (URS) |
| Відень 1974    | Ульріке Ріхтер (GDR)      | Ульріке Таубер (GDR)     | Еніт Бріґіта (NED)        |
| Єнчепінг 1977  | Бірґіт Трайбер (GDR)      | Ульріке Ріхтер (GDR)     | Кармен Буначіу (ROM)      |
| Спліт 1981     | Корнелія Політ (GDR)      | Йоланда де Ровер (NED)   | Лариса Горчакова (URS)    |
| Рим 1983       | Корнелія Зірх (GDR)       | Катрін Ціммерманн (GDR)  | Лариса Горчакова (URS)    |
| Софія 1985     | Корнелія Зірх (GDR)       | Катрін Ціммерманн (GDR)  | Йоланда де Ровер (NED)    |
| Страсбург 1987 | Корнелія Зірх (GDR)       | Катрін Ціммерманн (GDR)  | Свеня Шліхт (FRG)         |
| Бонн 1989      | Даґмар Газе (GDR)         | Крістіна Егерсегі (HUN)  | Крістін Отто (GDR)        |
| Афіни 1991     | Крістіна Егерсегі (HUN)   | Тюнде Сабо (HUN)         | Даґмар Газе (GER)         |
| Шеффілд 1993   | Крістіна Егерсегі (HUN)   | Лоренца Вігарані (ITA)   | Ніна Живаневська (RUS)    |
| Відень 1995    | Крістіна Егерсегі (HUN)   | Даґмар Газе (GER)        | Кетлін Рунд (GER)         |
| Севілья 1997   | Кетлін Рунд (GER)         | Антьє Бушшульте (GER)    | Роксана Меречиняну (FRA)  |
| Стамбул 1999   | Роксана Меречиняну (FRA)  | Юлія Фоменко (RUS)       | не вручали                |
| Стамбул 1999   | Роксана Меречиняну (FRA)  | Кетлін Рунд (GER)        | не вручали                |
| Гельсінкі 2000 | Ніна Живаневська (ESP)    | Дьяна Мокану (ROM)       | Антьє Бушшульте (GER)     |
| Берлін 2002    | Станіслава Комарова (RUS) | Ніна Живаневська (ESP)   | Ірина Амшеннікова (UKR)   |
| Мадрид 2004    | Станіслава Комарова (RUS) | Аня Чарман (SLO)         | Саня Йованович (CRO)      |
| Будапешт 2006  | Естер Барон (FRA)         | Ірина Амшеннікова (UKR)  | Мелані Маршалл (GBR)      |
| Ейндговен 2008 | Лор Маноду (FRA)          | Анастасія Зуєва (RUS)    | Ніколетт Сепеші (HUN)     |
| Будапешт 2010  | Елізабет Сіммондс (GBR)   | Джемма Споффорт (GBR)    | Дуане Да Роча (ESP)       |
| Дебрецен 2012  | Алексіанна Кастель (FRA)  | Дженні Менсінг (GER)     | Дуане Да Роча (ESP)       |
| Берлін 2014    | Дуане Да Роча (ESP)       | Елізабет Сіммондс (GBR)  | Дарія Устінова (RUS)      |
| 2016 Лондон    | Катінка Хоссу (HUN)       | Дарина Зевіна (UKR)      | Матеа Самарджич (CRO)     |
| Глазго 2018    | Маргеріта Панцієра (ITA)  | Дарія Устінова (RUS)     | Каталін Буріан (HUN)      |
| Будапешт 2020  | Маргеріта Панцієра (ITA)  | Кассі Вайлд (GBR)        | Каталін Буріан (HUN)      |

## Плаваннябрасом

### 50 метрів
| Рік            | Золото                 | Срібло                          | Бронза                     |
| -------------- | ---------------------- | ------------------------------- | -------------------------- |
| Стамбул 1999   | Агнеш Ковач (HUN)      | Зої Бейкер (GBR)                | Янне Шефер (GER)           |
| Гельсінкі 2000 | Агнеш Ковач (HUN)      | Зої Бейкер (GBR)                | Зільвія Ґераш (GER)        |
| Берлін 2002    | Емма Іґельстрем (SWE)  | Світлана Бондаренко (UKR)       | Олена Богомазова (RUS)     |
| Мадрид 2004    | Марія Естлінґ (SWE)    | Олена Богомазова (RUS)          | Майкен Торуп (DEN)         |
| Будапешт 2006  | Олена Богомазова (RUS) | Кейт Гейвуд (GBR)               | Агнеш Ковач (HUN)          |
| Ейндговен 2008 | Янне Шефер (GER)       | Юлія Єфімова (RUS)              | Мірна Юкич (AUT)           |
| Будапешт 2010  | Юлія Єфімова (RUS)     | Кейт Гейвуд (GBR)               | Дженні Юханссон (SWE)      |
| Дебрецен 2012  | Петра Хоцова (CZE)     | Сісеріка Макмен (IRL)           | Кароліне Рунау (GER)       |
| Берлін 2014    | Рута Мейлутіте (LTU)   | Дженні Юханссон (SWE)           | Монік Нейхейс (NED)        |
| 2016 Лондон    | Дженні Юханссон (SWE)  | Храфнхільдур Лютерсдоттір (ISL) | Єнна Лаукканен (FIN)       |
| Глазго 2018    | Юлія Єфімова (RUS)     | Імоджен Кларк (GBR)             | Аріанна Кастіньліоні (ITA) |
| Будапешт 2020  | Бенедетта Пілато (ITA) | Іда Гулкко (FIN)                | Юлія Єфімова (RUS)         |

### 100 метрів
| Рік            | Золото                                | Срібло                          | Бронза                       |
| -------------- | ------------------------------------- | ------------------------------- | ---------------------------- |
| Барселона 1970 | Галина Степанова-Прозуменщикова (URS) | Ута Фромматер (FRG)             | Алла Гребеннікова (URS)      |
| Відень 1974    | Хрістель Юстен (FRG)                  | Ренате Фоґель (GDR)             | Агнеш Качандер (HUN)         |
| Єнчепінг 1977  | Юлія Богданова (URS)                  | Карола Нічке (GDR)              | Рамона Райнке (GDR)          |
| Спліт 1981     | Уте Ґевеніґер (GDR)                   | Сакі Браунсдон (GBR)            | Лариса Бєлоконь (URS)        |
| Рим 1983       | Уте Ґевеніґер (GDR)                   | Зільвія Ґераш (GDR)             | Таня Богомилова (BUL)        |
| Софія 1985     | Зільвія Ґераш (GDR)                   | Зільке Гернер (GDR)             | Таня Богомилова (BUL)        |
| Страсбург 1987 | Зільке Гернер (GDR)                   | Мануела Далла Валле (ITA)       | Зільвія Ґераш (GDR)          |
| Бонн 1989      | Зузанне Берніке (GDR)                 | Таня Дангалакова (BUL)          | Мануела Далла Валле (ITA)    |
| Афіни 1991     | Олена Рудковська (URS)                | Світлана Бондаренко (URS)       | Таня Дангалакова (BUL)       |
| Шеффілд 1993   | Зільвія Ґераш (GER)                   | Світлана Бондаренко (UKR)       | Олена Рудковська (BLR)       |
| Відень 1995    | Бріжитт Бекю (BEL)                    | Світлана Бондаренко (UKR)       | Агнеш Ковач (HUN)            |
| Севілья 1997   | Агнеш Ковач (HUN)                     | Світлана Бондаренко (UKR)       | Бріжитт Бекю (BEL)           |
| Стамбул 1999   | Агнеш Ковач (HUN)                     | Світлана Бондаренко (UKR)       | Бріжитт Бекю (BEL)           |
| Гельсінкі 2000 | Агнеш Ковач (HUN)                     | Зільвія Ґераш (GER)             | Світлана Бондаренко (UKR)    |
| Берлін 2002    | Емма Іґельстрем (SWE)                 | Світлана Бондаренко (UKR)       | Олена Богомазова (RUS)       |
| Мадрид 2004    | Світлана Бондаренко (UKR)             | Олена Богомазова (RUS)          | Мірна Юкич (AUT)             |
| Будапешт 2006  | Анна Хлістунова (UKR)                 | Кірсті Балфор (GBR)             | Агнеш Ковач (HUN)            |
| Ейндговен 2008 | Мірна Юкич (AUT)                      | Альона Алексєєва (RUS)          | Йоліна Хестман (SWE)         |
| Будапешт 2010  | Юлія Єфімова (RUS)                    | Рікке Меллер Педерсен (DEN)     | не вручали                   |
| Будапешт 2010  | Юлія Єфімова (RUS)                    | Дженні Юханссон (SWE)           | не вручали                   |
| Дебрецен 2012  | Сара Певе (GER)                       | Дженні Юханссон (SWE)           | Маріна Гарсія Урсайнкі (ESP) |
| Берлін 2014    | Рікке Меллер Педерсен (DEN)           | Дженні Юханссон (SWE)           | Аріанна Кастіньліоні (ITA)   |
| 2016 Лондон    | Рута Мейлутіте (LTU)                  | Храфнхільдур Лютерсдоттір (ISL) | Клої Таттон (GBR)            |
| Глазго 2018    | Юлія Єфімова (RUS)                    | Рута Мейлутіте (LTU)            | Аріанна Кастіньліоні (ITA)   |
| Будапешт 2020  | Софі Ханссон (SWE)                    | Аріанна Кастіньліоні (ITA)      | Мартіна Карраро (ITA)        |

### 200 метрів
| Рік              | Золото                                | Срібло                    | Бронза                          |
| ---------------- | ------------------------------------- | ------------------------- | ------------------------------- |
| Болонья 1927     | Гільде Шрадер (GER)                   | Шарлотт Мюге (GER)        | Геді Біненфельд (AUT)           |
| Париж 1931       | Сеселія Волстенголм (GBR)             | Єнні Кастейн (NED)        | Марджері Гінтон (GBR)           |
| Магдебург 1934   | Марта Ґененґер (GER)                  | Ганні Гельцнер (GER)      | Інґер Краг (DEN)                |
| Лондон 1938      | Інґе Серенсен (DEN)                   | Доріс Сторі (GBR)         | Йопі Валберґ (NED)              |
| Монте-Карло 1947 | Нел ван Вліт (NED)                    | Ева Секей (HUN)           | Янні де Ґрот (NED)              |
| Відень 1950      | Раймонде Верґаувен (BEL)              | Ліс Боннір (NED)          | Янні де Ґрот (NED)              |
| Турин 1954       | Урсула Гаппе (FRG)                    | Йютте Гансен (DEN)        | Клара Кіллерман (HUN)           |
| Будапешт 1958    | Ада ден Ган (NED)                     | Аніта Лонсбро (GBR)       | Вільтруд Урзельманн (FRG)       |
| Лейпциг 1962     | Аніта Лонсбро (GBR)                   | Клені Бімолт (NED)        | Урсула Кюпер (GDR)              |
| Утрехт 1966      | Галина Прозуменщикова (URS)           | Ірина Позднякова (URS)    | Джилл Слеттері (GBR)            |
| Барселона 1970   | Галина Степанова-Прозуменщикова (URS) | Алла Гребеннікова (URS)   | Дороті Гаррісон (GBR)           |
| Відень 1974      | Карла Лінке (GDR)                     | Анне-Катрін Шотт (GDR)    | Марина Юрченя (URS)             |
| Єнчепінг 1977    | Юлія Богданова (URS)                  | Сюзанне Нільссон (DEN)    | Ева-Маріє Гоканссон (SWE)       |
| Спліт 1981       | Уте Ґевеніґер (GDR)                   | Лариса Бєлоконь (URS)     | Гражина Дзєдзич (POL)           |
| Рим 1983         | Уте Ґевеніґер (GDR)                   | Зільвія Ґераш (GDR)       | Ольга Зеленкова (URS)           |
| Софія 1985       | Таня Богомилова (BUL)                 | Зільвія Ґераш (GDR)       | Зільке Гернер (GDR)             |
| Страсбург 1987   | Зільке Гернер (GDR)                   | Інґрід Лемперер (BEL)     | Світлана Кузьміна (URS)         |
| Бонн 1989        | Зузанне Берніке (GDR)                 | Бріжитт Бекю (BEL)        | Олена Волкова (URS)             |
| Афіни 1991       | Олена Рудковська (URS)                | Бятріче Кишлару (ROM)     | Таня Дангалакова (BUL)          |
| Шеффілд 1993     | Бріжитт Бекю (BEL)                    | Анна Нікітіна (RUS)       | Марі Гардімен (GBR)             |
| Відень 1995      | Бріжитт Бекю (BEL)                    | Світлана Бондаренко (UKR) | Аліція Пенчак (POL)             |
| Севілья 1997     | Агнеш Ковач (HUN)                     | Аліція Пенчак (POL)       | Бріжитт Бекю (BEL)              |
| Стамбул 1999     | Агнеш Ковач (HUN)                     | Бятріче Кишлару (ROM)     | Аліція Пенчак (POL)             |
| Гельсінкі 2000   | Бятріче Кишлару (ROM)                 | Агнеш Ковач (HUN)         | Карін Бремон (FRA)              |
| Берлін 2002      | Мірна Юкич (AUT)                      | Анне Полеска (GER)        | Емма Іґельстрем (SWE)           |
| Мадрид 2004      | Мірна Юкич (AUT)                      | Аленка Кейжар (SLO)       | Олена Богомазова (RUS)          |
| Будапешт 2006    | Кірсті Балфор (GBR)                   | Юлія Підлісна (UKR)       | Агнеш Ковач (HUN)               |
| Ейндговен 2008   | Юлія Єфімова (RUS)                    | Мірна Юкич (AUT)          | Альона Алексєєва (RUS)          |
| Будапешт 2010    | Анастасія Чаун (RUS)                  | Сара Норденстам (NOR)     | Рікке Меллер Педерсен (DEN)     |
| Дебрецен 2012    | Сара Норденстам (NOR)                 | Ірина Новікова (RUS)      | Сара Певе (GER)                 |
| Берлін 2014      | Рікке Меллер Педерсен (DEN)           | Моллі Реншов (GBR)        | Джессіка Валь (ESP)             |
| 2016 Лондон      | Рікке Меллер Педерсен (DEN)           | Джессіка Валь (ESP)       | Храфнхільдур Лютерсдоттір (ISL) |
| Глазго 2018      | Юлія Єфімова (RUS)                    | Джессіка Валь (ESP)       | Моллі Реншов (GBR)              |
| Будапешт 2020    | Моллі Реншов (GBR)                    | Ліза Маміє (SWI)          | Юлія Єфімова (RUS)              |

## Плаваннябатерфляєм

### 50 метрів
| Рік            | Золото                      | Срібло                      | Бронза                  |
| -------------- | --------------------------- | --------------------------- | ----------------------- |
| Стамбул 1999   | Анна-Карін Каммерлінг (SWE) | Юганна Шеберг (SWE)         | Шанталь Ґрот (NED)      |
| Гельсінкі 2000 | Анна-Карін Каммерлінг (SWE) | Карен Еґдаль (DEN)          | Мартіна Моравцова (SVK) |
| Берлін 2002    | Анна-Карін Каммерлінг (SWE) | Даніела Самульскі (GER)     | Шанталь Ґрот (NED)      |
| Мадрид 2004    | Наталія Сутягіна (RUS)      | Мартіна Моравцова (SVK)     | Шанталь Ґрот (NED)      |
| Будапешт 2006  | Тереза Альсгаммар (SWE)     | Анна-Карін Каммерлінг (SWE) | Шанталь Ґрот (NED)      |
| Ейндговен 2008 | Шанталь Ґрот (NED)          | Інґе Деккер (NED)           | Світлана Хохлова (BLR)  |
| Будапешт 2010  | Тереза Альсгаммар (SWE)     | Джанетт Оттесен (DEN)       | Мелані Енік (FRA)       |
| Дебрецен 2012  | Сара Шестрем (SWE)          | Трійн Альянд (EST)          | Інгвілд Снілдал (NOR)   |
| Берлін 2014    | Сара Шестрем (SWE)          | Джанетт Оттесен (DEN)       | Франческа Голсолл (GBR) |
| 2016 Лондон    | Сара Шестрем (SWE)          | Джанетт Оттесен (DEN)       | Франческа Голсолл (GBR) |
| Глазго 2018    | Сара Шестрем (SWE)          | Емілі Бекманн (DEN)         | Кімберлі Байз (BEL)     |
| Будапешт 2020  | Раномі Кромовідьойо (NED)   | Мелані Енік (FRA)           | Емілі Бекманн (DEN)     |

### 100 метрів
| Рік            | Золото                                   | Срібло                      | Бронза                      |
| -------------- | ---------------------------------------- | --------------------------- | --------------------------- |
| Турин 1954     | Ютта Ланґенау (GDR)                      | Марія Літтомеріцкі (HUN)    | Урсула Гаппе (FRG)          |
| Будапешт 1958  | Тінеке Лаґерберґ (NED)                   | Аті Ворбей (NED)            | Марта Скупілова (TCH)       |
| Лейпциг 1962   | Ада Кок (NED)                            | Уте Ноак (GDR)              | Маріанне Гемскерк (NED)     |
| Утрехт 1966    | Ада Кок (NED)                            | Гайке Густеде (FRG)         | Ейла Пюргенен (FIN)         |
| Барселона 1970 | Андреа Дьярматі (HUN)                    | Гельґа Лінднер (GDR)        | Едельраут Кох (FRG)         |
| Відень 1974    | Роземаріе Котер (GDR)                    | Анне-Катрін Лойхт (GDR)     | Ґунілла Андерссон (SWE)     |
| Єнчепінг 1977  | Андрея Поллак (GDR)                      | Крістіане Кнаке (GDR)       | Інеке Ран (NED)             |
| Спліт 1981     | Уте Ґевеніґер (GDR)                      | Інес Ґайслер (GDR)          | Карін Зайк (FRG)            |
| Рим 1983       | Інес Ґайслер (GDR)                       | Корнелія Політ (GDR)        | Чінція Саві Скарпоні (ITA)  |
| Софія 1985     | Корнелія Ґреслер (GDR)                   | Бірте Вайґанґ (GDR)         | Тетяна Курникова (URS)      |
| Страсбург 1987 | Крістін Отто (GDR)                       | Бірте Вайґанґ (GDR)         | Катрін Плевінскі (FRA)      |
| Бонн 1989      | Катрін Плевінскі (FRA)                   | Жаклін Якоб (GDR)           | Катлін Норд (GDR)           |
| Афіни 1991     | Катрін Плевінскі (FRA)                   | Інге де Бройн (NED)         | Тересе Лундін (SWE)         |
| Шеффілд 1993   | Катрін Плевінскі (FRA)                   | Францишка ван Альмсік (GER) | Беттіна Устровскі (GER)     |
| Відень 1995    | Метте Якобсен (DEN)                      | Іларія Токкіні (ITA)        | Сесіль Жансон (FRA)         |
| Севілья 1997   | Метте Якобсен (DEN)                      | Мартіна Моравцова (SVK)     | Юганна Шеберг (SWE)         |
| Стамбул 1999   | Інге де Бройн (NED)                      | Юганна Шеберг (SWE)         | Дьяна Мокану (ROM)          |
| Гельсінкі 2000 | Мартіна Моравцова (SVK)                  | Отилія Єнджейчак (POL)      | Юганна Шеберг (SWE)         |
| Берлін 2002    | Мартіна Моравцова (SVK)                  | Отилія Єнджейчак (POL)      | Анна-Карін Каммерлінг (SWE) |
| Мадрид 2004    | Мартіна Моравцова (SVK)                  | Малія Метелла (FRA)         | Отилія Єнджейчак (POL)      |
| Будапешт 2006  | Інґе Деккер (NED)                        | Мартіна Моравцова (SVK)     | Алена Попшанка (FRA)        |
| Ейндговен 2008 | Сара Шестрем (SWE)                       | Інґе Деккер (NED)           | Орор Монжель (FRA)          |
| Будапешт 2010  | Сара Шестрем (SWE)                       | Франческа Голсолл (GBR)     | Тереза Альсгаммар (SWE)     |
| Дебрецен 2012  | Інгвілд Снілдал (NOR)                    | Мартіна Гранстрем (SWE)     | Аміт Іврі (ISR)             |
| Берлін 2014    | Джанетт Оттесен (DEN)                    | Сара Шестрем (SWE)          | Іларія Біанкі (ITA)         |
| 2016 Лондон    | Сара Шестрем (SWE)                       | Джанетт Оттесен (DEN)       | Іларія Біанкі (ITA)         |
| Глазго 2018    | Сара Шестрем (SWE)                       | Світлана Чімрова (RUS)      | Елена Ді Ліддо (ITA)        |
| Будапешт 2020  | Анна Нтунтунакі (GRE) Марі Ваттель (FRA) | не вручали                  | Луїс Ганссон (SWE)          |

### 200 метрів
| Рік            | Золото                  | Срібло                  | Бронза                    |
| -------------- | ----------------------- | ----------------------- | ------------------------- |
| Барселона 1970 | Гельґа Лінднер (GDR)    | Мір'яна Шегрт (YUG)     | Евелін Штольце (GDR)      |
| Відень 1974    | Роземаріе Котер (GDR)   | Анне-Катрін Лойхт (GDR) | Барбара Шварцфельдт (FRG) |
| Єнчепінг 1977  | Анетт Фібіґ (GDR)       | Андрея Поллак (GDR)     | Сьюзен Дженнер (GBR)      |
| Спліт 1981     | Інес Ґайслер (GDR)      | Гайке Дене (GDR)        | Агнешка Чопек (POL)       |
| Рим 1983       | Корнелія Політ (GDR)    | Інес Ґайслер (GDR)      | Конні ван Бентум (NED)    |
| Софія 1985     | Жаклін Алекс (GDR)      | Корнелія Ґреслер (GDR)  | Петра Ціндлер (FRG)       |
| Страсбург 1987 | Катлін Норд (GDR)       | Бірте Вайґанґ (GDR)     | Стела Пура (ROM)          |
| Бонн 1989      | Катлін Норд (GDR)       | Жаклін Якоб (GDR)       | Метте Якобсен (DEN)       |
| Афіни 1991     | Метте Якобсен (DEN)     | Забіне Гербст (GER)     | Беріт Пуґґаард (DEN)      |
| Шеффілд 1993   | Крістіна Егерсегі (HUN) | Катрін Єке (GER)        | Барбара Франко (ESP)      |
| Відень 1995    | Мішель Сміт (IRL)       | Метте Якобсен (DEN)     | Софія Скоу (DEN)          |
| Севілья 1997   | Марія Пелаес (ESP)      | Мішель Сміт (IRL)       | Метте Якобсен (DEN)       |
| Стамбул 1999   | Метте Якобсен (DEN)     | Марія Пелаес (ESP)      | Отилія Єнджейчак (POL)    |
| Гельсінкі 2000 | Отилія Єнджейчак (POL)  | Метте Якобсен (DEN)     | Мірейя Гарсія (ESP)       |
| Берлін 2002    | Отилія Єнджейчак (POL)  | Ева Рістов (HUN)        | Анніка Мельгорн (GER)     |
| Мадрид 2004    | Отилія Єнджейчак (POL)  | Паола Кавалліно (ITA)   | Метте Якобсен (DEN)       |
| Будапешт 2006  | Отилія Єнджейчак (POL)  | Франческа Сегат (ITA)   | Катеріна Джаккетті (ITA)  |
| Ейндговен 2008 | Орор Монжель (FRA)      | Емеше Ковач (HUN)       | Мірея Бельмонте (ESP)     |
| Будапешт 2010  | Катінка Хоссу (HUN)     | Жужанна Якабош (HUN)    | Еллен Ганді (GBR)         |
| Дебрецен 2012  | Катінка Хоссу (HUN)     | Жужанна Якабош (HUN)    | Мартіна Гранстрем (SWE)   |
| Берлін 2014    | Мірея Бельмонте (ESP)   | Юдіт Ігнасіо (ESP)      | Катінка Хоссу (HUN)       |
| 2016 Лондон    | Франциска Хентке (GER)  | Ліліана Сіладьї (HUN)   | Юдіт Ігнасіо (ESP)        |
| Глазго 2018    | Богларка Капаш (HUN)    | Світлана Чімрова (RUS)  | Еліс Томас (GBR)          |
| Будапешт 2020  | Богларка Капаш (HUN)    | Катінка Хоссу (HUN)     | Світлана Чімрова (RUS)    |

## Комплексне плавання

### 200 метрів
| Рік            | Золото                   | Срібло                     | Бронза                 |
| -------------- | ------------------------ | -------------------------- | ---------------------- |
| Барселона 1970 | Мартіна Ґрюнерт (GDR)    | Евелін Штольце (GDR)       | Шила Реткліфф (GBR)    |
| Відень 1974    | Ульріке Таубер (GDR)     | Андреа Гюбнер (GDR)        | Ірина Фетісова (URS)   |
| Єнчепінг 1977  | Ульріке Таубер (GDR)     | Забіне Кале (GDR)          | Ольга Клевакіна (URS)  |
| Спліт 1981     | Уте Ґевеніґер (GDR)      | Петра Шнайдер (GDR)        | Ольга Клевакіна (URS)  |
| Рим 1983       | Уте Ґевеніґер (GDR)      | Катлін Норд (GDR)          | Ірина Герасимова (URS) |
| Софія 1985     | Катлін Норд (GDR)        | Соня Благоєва (BUL)        | Зузанне Берніке (GDR)  |
| Страсбург 1987 | Корнелія Зірх (GDR)      | Даніела Гунґер (GDR)       | Ноемі Лунг (ROM)       |
| Бонн 1989      | Даніела Гунґер (GDR)     | Маріанне Мейс (NED)        | Мілдред Мейс (NED)     |
| Афіни 1991     | Даніела Гунґер (GER)     | Бятріче Кишлару (ROM)      | Маріон Цоллер (GER)    |
| Шеффілд 1993   | Даніела Гунґер (GER)     | Дар'я Шмельова (RUS)       | Сільвія Парера (ESP)   |
| Відень 1995    | Мішель Сміт (IRL)        | Бріжитт Бекю (BEL)         | Аліція Пенчак (POL)    |
| Севілья 1997   | Оксана Верьовка (RUS)    | Мартіна Моравцова (SVK)    | Яна Клочкова (UKR)     |
| Стамбул 1999   | Яна Клочкова (UKR)       | Бятріче Кишлару (ROM)      | Забіне Гербст (GER)    |
| Гельсінкі 2000 | Яна Клочкова (UKR)       | не вручали                 | Сью Ролф (GBR)         |
| Гельсінкі 2000 | Бятріче Кишлару (ROM)    | не вручали                 | Сью Ролф (GBR)         |
| Берлін 2002    | Яна Клочкова (UKR)       | Ганна Щерба (BLR)          | Аленка Кейжар (SLO)    |
| Мадрид 2004    | Яна Клочкова (UKR)       | Ганна Щерба (BLR)          | Бятріче Кишлару (ROM)  |
| Будапешт 2006  | Лор Маноду (FRA)         | Катажина Барановська (POL) | Алессія Філіппі (ITA)  |
| Ейндговен 2008 | Мірея Бельмонте (ESP)    | Евелін Веррасто (HUN)      | Камій Мюффа (FRA)      |
| Будапешт 2010  | Катінка Хоссу (HUN)      | Евелін Веррасто (HUN)      | Ганна Майлі (GBR)      |
| Дебрецен 2012  | Катінка Хоссу (HUN)      | Софі Аллен (GBR)           | Евелін Веррасто (HUN)  |
| Берлін 2014    | Катінка Хоссу (HUN)      | Еймі Віллмотт (GBR)        | Ліза Цайзер (AUT)      |
| 2016 Лондон    | Катінка Хоссу (HUN)      | Шівон-Марі О'Коннор (GBR)  | Ганна Майлі (GBR)      |
| Глазго 2018    | Катінка Хоссу (HUN)      | Іларія Кузінато (ITA)      | Марія Уголкова (SUI)   |
| Будапешт 2020  | Анастасія Горбенко (ISR) | Еббі Вуд (GBR)             | Катінка Хоссу (HUN)    |

### 400 метрів
| Рік            | Золото                  | Срібло                                              | Бронза                     |
| -------------- | ----------------------- | --------------------------------------------------- | -------------------------- |
| Лейпциг 1962   | Адрі Ластері (NED)      | Аніта Лонсбро (GBR)                                 | Марта Егерварі (HUN)       |
| Утрехт 1966    | Бетті Гекелс (NED)      | Гайді Пехштайн (GDR)                                | Людмила Хазієва (URS)      |
| Барселона 1970 | Евелін Штольце (GDR)    | Бріґітте Шухардт (GDR)                              | Шила Реткліфф (GBR)        |
| Відень 1974    | Ульріке Таубер (GDR)    | Ґудрун Веґнер (GDR)                                 | Сьюзен Річардсон (GBR)     |
| Єнчепінг 1977  | Ульріке Таубер (GDR)    | Забіне Кале (GDR)                                   | Шеррон Девіс (GBR)         |
| Спліт 1981     | Петра Шнайдер (GDR)     | Уте Ґевеніґер (GDR)                                 | Агнешка Чопек (POL)        |
| Рим 1983       | Катлін Норд (GDR)       | Петра Шнайдер (GDR)                                 | Петра Ціндлер (FRG)        |
| Софія 1985     | Катлін Норд (GDR)       | Корнелія Зірх (GDR)                                 | Соня Благоєва (BUL)        |
| Страсбург 1987 | Ноемі Лунг (ROM)        | Олена Дендеберова (URS)                             | Катлін Норд (GDR)          |
| Бонн 1989      | Даніела Гунґер (GDR)    | Крістіна Егерсегі (HUN)                             | Ґріт Мюллер (GDR)          |
| Афіни 1991     | Крістіна Егерсегі (HUN) | Бятріче Кишлару (ROM)                               | Ева Синовська (POL)        |
| Шеффілд 1993   | Крістіна Егерсегі (HUN) | Дар'я Шмельова (RUS)                                | Гана Черна (CZE)           |
| Відень 1995    | Крістіна Егерсегі (HUN) | Мішель Сміт (IRL)                                   | Кетлін Рунд (GER)          |
| Севілья 1997   | Мішель Сміт (IRL)       | Яна Клочкова (UKR)                                  | Гана Черна (CZE)           |
| Стамбул 1999   | Яна Клочкова (UKR)      | Бятріче Кишлару (ROM)                               | Гана Черна (CZE)           |
| Гельсінкі 2000 | Яна Клочкова (UKR)      | Бятріче Кишлару (ROM)                               | Ісол Жерві (BEL)           |
| Берлін 2002    | Яна Клочкова (UKR)      | Ева Рістов (HUN)                                    | Ніколь Гецер (GER)         |
| Мадрид 2004    | Яна Клочкова (UKR)      | Ева Рістов (HUN)                                    | Аня Клінар (SLO)           |
| Будапешт 2006  | Алессія Філіппі (ITA)   | Ніколь Гецер (GER)                                  | Катажина Барановська (POL) |
| Ейндговен 2008 | Алессія Філіппі (ITA)   | Катінка Хоссу (HUN)                                 | Яна Мартинова (RUS)        |
| Будапешт 2010  | Ганна Майлі (GBR)       | Катінка Хоссу (HUN)                                 | Жужанна Якабош (HUN)       |
| Дебрецен 2012  | Катінка Хоссу (HUN)     | Жужанна Якабош (HUN)                                | Барбора Завадова (CZE)     |
| Берлін 2014    | Катінка Хоссу (HUN)     | Мірея Бельмонте (ESP)                               | Еймі Віллмотт (GBR)        |
| 2016 Лондон    | Катінка Хоссу (HUN)     | Ганна Майлі (GBR)                                   | Жужанна Якабош (HUN)       |
| Глазго 2018    | Фантін Лезаффр (FRA)    | Іларія Кузінато (ITA)                               | Ганна Майлі (GBR)          |
| Будапешт 2020  | Катінка Хоссу (HUN)     | Вікторія Міхайварі-Фаркаш (HUN) Еймі Віллмотт (GBR) | не вручали                 |

## Естафети

### 4×100 метрів вільним стилем
| Рік              | Золото                                                                               | Срібло                                                                                   | Бронза                                                                         |
| ---------------- | ------------------------------------------------------------------------------------ | ---------------------------------------------------------------------------------------- | ------------------------------------------------------------------------------ |
| Болонья 1927     | Велика Британія Меріон Лейверті Валері Девіс Еллен Кінґ Джойсі Купер                 | Нідерланди Трюс Клапвейк Віллі ден Турк Марі Браун Марія Вірдаґ                          | Харлотте Леманн Анні Реборн Маріанне Шмідт Рені Еркенс                         |
| Париж 1931       | Нідерланди Трюс Баумейстер Марія Вірдаґ Віллі ден Ауден Марі Браун                   | Велика Британія Валері Девіс Філліс Гардінґ Джин Макдавелл Джойсі Купер                  | Маргіт Маллас Ілона Тот Маргіт Шіпош Магда Ленкеї                              |
| Магдебург 1934   | Нідерланди Йопі Селбах Анс Тіммерманс Рі Мастенбрук Віллі ден Ауден                  | Рут Гальвсґут Інґрід Оліґер Гільде Зальберт Ґізела Арендт                                | Велика Британія Олів Бартл Марджері Гінтон Една Г'юз Сеселія Волстенголм       |
| Лондон 1938      | Данія Ева Арндт Ґунвор Крафт Бірте Ове-Петерсен Раґнгільд Гвеґер                     | Нідерланди Алі Стейл Труде Малкорпс Рі ван Вен Віллі ден Ауден                           | Велика Британія Зілфа Ґрант Джойс Герровбі Марджері Гінтон Олів Вадам          |
| Монте-Карло 1947 | Данія Ельві Свендсен Карен Гаруп Ґрета Андерсен Фріце Карстенсен                     | Нідерланди Марґот Марсман Ірма Гейтінґ-Схумахер Марі-Луїзе Лінссен-Вассен Ганні Термелен | Велика Британія Кетрін Ґібсон Лілліан Пріс Ненсі Ріах Марґарет Веллінґтон      |
| Відень 1950      | Нідерланди Анс Массар Ганні Термелен Марі-Луїзе Лінссен-Вассен Ірма Гейтінґ-Схумахер | Данія Ґрета Ольсен Улла Мадсен Метте Ове-Петерсен Ґрета Андерсен                         | Швеція Маріанне Лундквіст Ґісела Тідгольм Інґеґард Фредін Елісабет Альґрен     |
| Турин 1954       | Валерія Дьєнге Агата Шебьо Юдіт Темеш Каталін Секе                                   | Нідерланди Лус Зандвлієт Йоке де Корте Гетті Балкененде Гертьє Вілема                    | ФРН Kati Jansen Ґізела Фон Нец Бірґіт Кломп Елізабет Рехлін                    |
| Будапешт 1958    | Нідерланди Коррі Схіммел Тінеке Лаґерберґ Ґретьє Кран Коккі Гастелаарс               | Велика Британія Джуді Ґрінем Елспет Ферґюсон Джудіт Семюел Даяна Вілкінсон               | Швеція Бірґітта Ерікссон Карін Ларссон Барбро Андерссон Кате Йобсон            |
| Лейпциг 1962     | Нідерланди Коккі Гастелаарс Адрі Ластері Еріка Терпстра Інеке Тіґелар                | Велика Британія Лінда Амос Едрієнн Бреннер Дженніфер Томпсон Даяна Вілкінсон             | Марія Франк Жужа Ковач Чілла Добаї-Мадарас Каталін Такач                       |
| Утрехт 1966      | СРСР Наталія Сіпченко Антоніна Руденко Наталія Устинова Тамара Соснова               | Швеція Інґрід Ґуставссон Улла Яфверт Анна-Харлотте Лілья Анн-Хрістіне Гаґберґ            | Нідерланди Тос Бемер Мір'ям ван Гемерт Беп Ветелінґ Лідія Схап                 |
| Барселона 1970   | НДР Ґабріеле Вецко Іріс Комар Ельке Земіш Забіне Шульце                              | Андреа Дьярматі Юдіт Туроці Едіт Ковач Магдолна Патох                                    | Швеція Елізабет Берґлунд Ева Андерссон Аніта Зарновєцкі Ґунілла Йонссон        |
| Відень 1974      | НДР Корнелія Ендер Анґела Франке Андреа Айфе Андреа Гюбнер                           | Нідерланди Анке Рейндерс Ада Порс Вероніка Стел Еніт Бріґіта                             | Франція Клод Мандонно Сільві Ле Ноаш Шанталь Шерц Ґілен Берже                  |
| Єнчепінг 1977    | НДР Бірґіт Трайбер Бірґіт Вехтлер Петра Прімер Барбара Краузе                        | Нідерланди Інеке Ран Аня ван де Боґарде Аннеліс Маас Еніт Бріґіта                        | Велика Британія Вікторія Баллок Мері Г'юстон Шеррон Девіс Черіл Брезендейл     |
| Спліт 1981       | НДР Бірґіт Майнеке Карен Мещук Інес Дірс Зузанне Лінк                                | ФРН Маріон Айцпорс Карін Зайк Уте Нойберт Зузанне Шустер                                 | Нідерланди Аннемарі Верстаппен Монік Дрост Вільма ван Вельсен Конні ван Бентум |
| Рим 1983         | НДР Крістін Отто Зузанне Лінк Корнелія Зірх Бірґіт Майнеке                           | Нідерланди Аннемарі Верстаппен Вільма ван Вельсен Еллес Воскес Конні ван Бентум          | ФРН Карін Зайк Зузанне Шустер Іріс Цшерпе Іна Баєрманн                         |
| Софія 1985       | НДР Астрід Штраус Карен Кеніґ Мануела Штельмах Гайке Фрідріх                         | Німеччина Іріс Цшерпе Зузанне Шустер Хрістіане Пільке Карін Зайк                         | Нідерланди Конні ван Бентум Ілсе Уґама Карін Брінессе Аннемарі Верстаппен      |
| Страсбург 1987   | НДР Мануела Штельмах Гайке Фрідріх Крістін Отто Катрін Майснер                       | Нідерланди Маріанне Мейс Діана ван дер Платс Мілдред Мейс Карін Брінессе                 | ФРН Штефані Бофінґер Свеня Шліхт Хрістіане Пільке Карін Зайк                   |
| Бонн 1989        | НДР Катрін Майснер Мануела Штельмах Даніела Гунґер Гайке Фрідріх                     | Нідерланди Діана ван дер Платс Маріке Мастенбрук Мілдред Мейс Маріанне Мейс              | ФРН Катя Ціліокс Зузанне Шустер Маріон Айцпорс Бірґіт Лоберґ-Шульц             |
| Афіни 1991       | Нідерланди Діана ван дер Платс Інге де Бройн Маріке Мастенбрук Карін Брінессе        | Німеччина Даніела Гунґер Катрін Майснер Даґмар Газе Зімоне Озіґус                        | Данія Метте Нільсен Ґітта Єнсен Беріт Пуґґаард Метте Якобсен                   |
| Шеффілд 1993     | Німеччина Францишка ван Альмсік Керстін Кільґас Мануела Штельмах Даніела Гунґер      | Швеція Еллен Свенссон Лінда Олофссон Луїза Єнке Малін Нільссон                           | Росія Світлана Лешукова Наталія Мещерякова Ольга Кириченко Ніна Живаневська    |
| Відень 1995      | Німеччина Францишка ван Альмсік Зімоне Озіґус Керстін Кільґас Даніела Гунґер         | Швеція Луїза Єнке Луїзе Карлссон Лінда Олофссон Елленор Свенссон                         | Велика Британія Сью Ролф Клер Гаддарт Алекс Беннетт Карен Пікерінґ             |
| Севілья 1997     | Німеччина Катрін Майснер Зімоне Озіґус Антьє Бушшульте Зандра Фелкер                 | Швеція Луїза Єнке Юзефіна Ліллгаге Малін Сванстрем Тереза Альсгаммар                     | Росія Світлана Лешукова Наталія Мещерякова Інна Яїцька Надія Чемезова          |
| Стамбул 1999     | Німеччина Катрін Майснер Антьє Бушшульте Францишка ван Альмсік Зандра Фелкер         | Швеція Луїза Єнке Юзефіна Ліллгаге Малін Сванстрем Тереза Альсгаммар                     | Велика Британія Елісон Шеппард Клер Гаддарт Карен Пікерінґ Сью Ролф            |
| Гельсінкі 2000   | Швеція Луїза Єнке Юганна Шеберг Анна-Карін Каммерлінг Тереза Альсгаммар              | Італія Луїза Стріані Сара Парізе Сесілія Віаніні Крістіна Чіусо                          | Бельгія Ніна ван Кекговен Лісбет Дресен Софі Ґоффен Тін Боссют                 |
| Берлін 2002      | Німеччина Катрін Майснер Петра Даллманн Зандра Фелкер Францишка ван Альмсік          | Швеція Юзефіна Ліллгаге Юганна Шеберг Анна-Карін Каммерлінг Тереза Альсгаммар            | Нідерланди Манон ван Роєн Марлен Велдгойс Шанталь Ґрот Вілма ван Гофвеґен      |
| Мадрид 2004      | Франція Соленн Фіге Селін Кудер Орор Монжель Малія Метелла                           | Нідерланди Шанталь Ґрот Інґе Деккер Аннабел Костен Марлен Велдгойс                       | Швеція Юганна Шеберг Габріелла Фагундес Катрін Карлсон Юзефіна Ліллгаге        |
| Будапешт 2006    | Німеччина Петра Даллманн Даніела Ґец Брітта Штеффен Анніка Лурц                      | Нідерланди Інґе Деккер Раномі Кромовідьойо Шанталь Ґрот Марлен Велдгойс                  | Франція Алена Попшанка Орор Монжель Селін Кудер Малія Метелла                  |
| Ейндговен 2008   | Нідерланди Інґе Деккер Раномі Кромовідьойо Фемке Гемскерк Марлен Велдгойс            | Італія Еріка Ферраіолі Федеріка Пеллегріні Марія Лаура Сімонетто Крістіна Чіусо          | Швеція Клер Геденскоґ Юзефіна Ліллгаге Іда Марко-Варга Магдалена Курас         |
| Будапешт 2010    | Німеччина Даніела Самульскі Зільке Ліппок Ліза Фіттінг Даніела Шрайбер               | Велика Британія Емі Сміт Франческа Голсолл Джессіка Сільвестер Джоенн Джексон            | Швеція Юзефіна Ліллгаге Тереза Альсгаммар Сара Шестрем Габріелла Фагундес      |
| Дебрецен 2012    | Німеччина Брітта Штеффен Зільке Ліппок Ліза Фіттінг Даніела Шрайбер                  | Швеція Іда Марко-Варга Мішель Колеман Сара Шестрем Габріелла Фагундес                    | Італія Аліса Міццау Федеріка Пеллегріні Еріка Буратто Еріка Ферраіолі          |
| Берлін 2014      | Швеція Мішель Колеман Магдалена Курас Луїс Ганссон Сара Шестрем                      | Нідерланди Інґе Деккер Мод ван дер Мер Есме Вермелен Фемке Гемскерк                      | Італія Аліса Міццау Еріка Ферраіолі Джада Галіці Федеріка Пеллегріні           |
| 2016 Лондон      | Нідерланди Мод ван дер Мер Фемке Гемскерк Марріт Стінберген Раномі Кромовідьойо      | Італія Сільвія ді П'єтро Еріка Ферраіолі Аглая Пеццато Федеріка Пеллегріні               | Швеція Сара Шестрем Іда Марко-Варга Іда Ліндборг Луїс Ганссон                  |
| Глазго 2018      | Франція Марі Ваттель Шарлотт Бонне Марго Фабр Беріль Гастальделло                    | Нідерланди Кім Буш Фемке Гемскерк Кіра Туссен Раномі Кромовідьойо                        | Данія Пернілле Блуме Сігне Бро Юліє Кепп Єнсен Міе Нільсен                     |
| Будапешт 2020    | Велика Британія Люсі Гоуп Анна Гопкін Еббі Вуд Фрея Андерсон                         | Нідерланди Раномі Кромовідьойо Кіра Туссен Марріт Стінберген Фемке Гемскерк              | Франція Марі Ваттель Шарлотт Бонне Анушка Мартен Ассія Туаті                   |

### 4×200 метрів вільним стилем
| Рік            | Золото                                                                         | Срібло                                                                      | Бронза                                                                            |
| -------------- | ------------------------------------------------------------------------------ | --------------------------------------------------------------------------- | --------------------------------------------------------------------------------- |
| Рим 1983       | НДР Крістін Отто Астрід Штраус Корнелія Зірх Бірґіт Майнеке                    | ФРН Ютта Кальвайт Бірґіт Ковальчик Петра Ціндлер Іна Баєрманн               | Нідерланди Аннемарі Верстаппен Йоланде ван дер Мер Реггі де Йонг Конні ван Бентум |
| Софія 1985     | НДР Астрід Штраус Карен Кеніґ Мануела Штельмах Гайке Фрідріх                   | Нідерланди Йоланде ван дер Мер Ілсе Уґама Мілдред Мейс Конні ван Бентум     | Швеція Сюзанне Нільссон Марія Кардум Агнета Ерікссон Ева Нюберґ                   |
| Страсбург 1987 | НДР Мануела Штельмах Гайке Фрідріх Астрід Штраус Анке Мерінґ                   | Румунія Лумініца Добреску Стела Пура Анка Петрешкою Ноемі Лунг              | ФРН Свеня Шліхт Гайке Геллер Юлія Лебек Бірґіт Лоберґ-Шульц                       |
| Бонн 1989      | НДР Анке Мерінґ Мануела Штельмах Астрід Штраус Гайке Фрідріх                   | Нідерланди Діана ван дер Платс Кірстен Сілвестер Мілдред Мейс Маріанне Мейс | Італія Таня Ванніні Орієтта Патрон Сільвія Персі Мануела Мелькіоррі               |
| Афіни 1991     | Данія Аннетте Поульсен Ґітта Єнсен Беріт Пуґґаард Метте Якобсен                | Німеччина Даґмар Газе Мануела Штельмах Зімоне Озіґус Гайке Фрідріх          | Нідерланди Еллен Елзерман Баук'є Вірсма Діана ван дер Платс Карін Брінессе        |
| Шеффілд 1993   | Німеччина Керстін Кільґас Зімоне Озіґус Францишка ван Альмсік Даґмар Газе      | Швеція Луїза Єнке Маґдалена Шульц Тересе Лундін Малін Нільссон              | Велика Британія Сара Гардкасл Деббі Армітедж Клер Гаддарт Карен Пікерінґ          |
| Відень 1995    | Німеччина Даґмар Газе Юлія Юнґ Керстін Кільґас Францишка ван Альмсік           | Нідерланди Карла Ґертс Мінаухе Сміт Патрісія Стоккерс Кірстен Влігейс       | Велика Британія Vicky Horner Клер Гаддарт Катя Ґоддард Алекс Беннетт              |
| Севілья 1997   | Німеччина Даґмар Газе Яніна Ґец Антьє Бушшульте Керстін Кільґас                | Швеція Луїза Єнке Юзефіна Ліллгаге Юганна Шеберг Малін Сванстрем            | Данія Брітт Робю Беріт Пуґґаард Метте Якобсен Дітте Єнсен                         |
| Стамбул 1999   | Німеччина Францишка ван Альмсік Сільвія Шалаї Ганна Штокбауер Керстін Кільґас  | Швеція Юзефіна Ліллгаге Малін Сванстрем Юганна Шеберг Луїза Єнке            | Румунія Камелія Аліна Потек Lorena Diaonescu Сімона Педурару Бятріче Кишлару      |
| Гельсінкі 2000 | Румунія Камелія Аліна Потек Сімона Педурару Іоана Дьяконеску Бятріче Кишлару   | Італія Луїза Стріані Сесілія Віаніні Сара Парізе Сара Гоффі                 | Франція Соленн Фіге Летіція Шу Катарін Келеннек Алісія Бозон                      |
| Берлін 2002    | Німеччина Петра Даллманн Алеса Ріс Ганна Штокбауер Францишка ван Альмсік       | Іспанія Лаура Рока Мелісса Кабальєро Еріка Вільяесіха Гарсія Татьяна Роуба  | Швеція Юзефіна Ліллгаге Юганна Шеберг Ліса Ванберґ Іда Марко-Варга                |
| Мадрид 2004    | Іспанія Татьяна Роуба Мелісса Кабальєро Лаура Рока Еріка Вільяесіха Гарсія     | Франція Селін Кудер Катарін Келеннек Ельза Н'Гессан Соленн Фіге             | Румунія Камелія Аліна Потек Ларіса Лекуште Бятріче Кишлару Сімона Педурару        |
| Будапешт 2006  | Німеччина Петра Даллманн Даніела Самульскі Брітта Штеффен Анніка Лурц          | Польща Отилія Єнджейчак Йоанна Будзіс Агата Звейська Пауліна Барзицька      | Франція Алена Попшанка Софі Юбер Орор Монжель Лор Маноду                          |
| Ейндговен 2008 | Франція Лор Маноду Коралі Балмі Мілен Лазар Алена Попшанка                     | Велика Британія Джоенн Джексон Мелані Маршалл Еллен Ганді Кейтлін Макклетчі | Італія Аліче Карпанезе Федеріка Пеллегріні Алессія Філіппі Рената Спаньйоло       |
| Будапешт 2010  | Угорщина Агнеш Мутіна Естер Дара Катінка Хоссу Евелін Веррасто                 | Франція Коралі Балмі Офелі-Сірієлль Етьєн Марго Фаррелл Камій Мюффа         | Велика Британія Ребекка Едлінгтон Язмін Карлін Ганна Майлі Джоенн Джексон         |
| Дебрецен 2012  | Італія Аліса Міццау Аліче Несті Ділетта Карлі Федеріка Пеллегріні              | Угорщина Жужанна Якабош Евелін Веррасто Агнеш Мутіна Катінка Хоссу          | Словенія Сара Ісакович Аня Клінар Урша Бежан Мойка Сагмейстер                     |
| Берлін 2014    | Італія Аліса Міццау Стефанія Піроцці К'яра Мазіні-Луккетті Федеріка Пеллегріні | Швеція Мішель Колеман Луїс Ганссон Сара Шестрем Стіна Гарделл               | Угорщина Жужанна Якабош Евелін Веррасто Богларка Капаш Катінка Хоссу              |
| 2016 Лондон    | Угорщина Жужанна Якабош Евелін Веррасто Богларка Капаш Катінка Хоссу           | Іспанія Мелані Коста Патрісія Кастро Fatima Gallardo Мірея Бельмонте        | Нідерланди Андреа Кнепперс Есме Вермелен Робін Нойманн Фемке Гемскерк             |
| Глазго 2018    | Велика Британія Еллі Фолкнер Кетрін Ґрінслейд Голлі Гібботт Фрея Андерсон      | Росія Валерія Саламатіна Анна Єгорова Арина Опьонишева Анастасія Гуженкова  | Німеччина Рева Фоос Ізабель Марі Ґозе Сара Келер Анніка Брун                      |
| Будапешт 2020  | Велика Британія Люсі Гоуп Тамрін ван Селм Голлі Гібботт Фрея Андерсон          | Угорщина Жужанна Якабош Фанні Фабіан Лаура Вереш Богларка Капаш             | Італія Стефанія Піроцці Sara Gailli Сімона Квадарелла Федеріка Пеллегріні         |
| 2022 Rome      | Нідерланди Імані де Йонґ Сілке Голкенборґ Янна ван Котен Марріт Стінберген     | Велика Британія Фрея Колберт Люсі Гоуп Меді Гарріс Фрея Андерсон            | Угорщина Ніколетт Падар Катінка Хоссу Айна Кешей Лілла Мінна Абрахам              |

### 4×100 метрів комплексом
| Рік            | Золото                                                                          | Срібло                                                                                        | Бронза                                                                            |
| -------------- | ------------------------------------------------------------------------------- | --------------------------------------------------------------------------------------------- | --------------------------------------------------------------------------------- |
| Будапешт 1958  | Нідерланди Лені де Нейс Ада ден Ган Аті Ворбей Коккі Гастелаарс                 | СРСР Лариса Вікторова Еві Уусмеес Галина Камаєва Ульві Воог                                   | Велика Британія Джуді Ґрінем Аніта Лонсбро Крістін Ґосден Даяна Вілкінсон         |
| Лейпциг 1962   | НДР Інґрід Шмідт Барбара Ґебель Уте Ноак Гайді Пехштайн                         | Нідерланди Ріа ван Велсен Клені Бімолт Ада Кок Інеке Тіґелар                                  | Велика Британія Лінда Ландґроув Аніта Лонсбро Мері-Енн Коттерілл Даяна Вілкінсон  |
| Утрехт 1966    | Нідерланди Кобі Сіккенс Ґретта Кок Ада Кок Тос Бемер                            | СРСР Наталія Михайлова Галина Прозуменщикова Тетяна Дев'ятова Антоніна Руденко                | Велика Британія Лінда Ландґроув Даяна Гарріс Мері-Енн Коттерілл Полін Сіллетт     |
| Барселона 1970 | НДР Барбара Гофмайстер Бріґітте Шухардт Гельґа Лінднер Ґабріеле Вецко           | СРСР Тінатін Леквеїшвілі Галина Степанова-Прозуменщикова Валентина Тутаєва Тетяна Золотницька | ФРН Анґеліка Краус Ута Фромматер Гайке Густеде Гайдемарі Райнек                   |
| Відень 1974    | НДР Ульріке Ріхтер Ренате Фоґель Роземаріе Котер Корнелія Ендер                 | ФРН Angelika Griesser Хрістель Юстен Беате Яш Ютта Вебер                                      | Швеція Ґунілла Лундберґ Єанетте Петтерссон Ґунілла Андерссон Діана Ольссо         |
| Єнчепінг 1977  | НДР Ульріке Ріхтер Карола Нічке Андрея Поллак Барбара Краузе                    | СРСР Кайре Індріксон Юлія Богданова Ольга Клевакіна Лариса Царьова                            | ФРН Гайке Йон Даґмар Реак Карін Зайк Ютта Вебер                                   |
| Спліт 1981     | НДР Іна Клебер Уте Ґевеніґер Інес Ґайслер Карен Мещук                           | СРСР Лариса Горчакова Лариса Бєлоконь Наталія Матвєєва Наталія Струннікова                    | ФРН Уте Нойберт Андреа Шонборн Карін Зайк Маріон Айцпорс                          |
| Рим 1983       | НДР Іна Клебер Уте Ґевеніґер Інес Ґайслер Бірґіт Майнеке                        | Нідерланди Йоланда де Ровер Петра ван Ставерен Аннемарі Верстаппен Конні ван Бентум           | ФРН Свеня Шліхт Уте Гасе Іна Баєрманн Карін Зайк                                  |
| Софія 1985     | НДР Бірте Вайґанґ Зільвія Ґераш Корнелія Ґреслер Гайке Фрідріх                  | СРСР Наталія Шибаєва Світлана Кузьміна Тетяна Курникова Олена Дендеберова                     | Болгарія Бистра Господинова Таня Богомилова Радовеста Пиронкова Ваня Аргірова     |
| Страсбург 1987 | НДР Крістін Отто Зільке Гернер Бірте Вайґанґ Мануела Штельмах                   | Італія Лоренца Вігарані Мануела Далла Валле Іларія Токкіні Сільвія Персі                      | ФРН Свеня Шліхт Брітта Дам Зузанне Шустер Хрістіане Пільке                        |
| Бонн 1989      | НДР Крістін Отто Зузанне Берніке Жаклін Якоб Катрін Майснер                     | Італія Лоренца Вігарані Мануела Далла Валле Мануела Каросі Сільвія Персі                      | Нідерланди Еллен Елзерман Кіра Бултен Юдіт Анема Маріанне Мейс                    |
| Афіни 1991     | СРСР Наталія Крупська Олена Рудковська Олена Кононенко Євгенія Єрмакова         | Німеччина Даґмар Газе Зільвія Ґераш Катрін Майснер Зімоне Озіґус                              | Нідерланди Еллен Елзерман Кіра Бултен Інге де Бройн Карін Брінессе                |
| Шеффілд 1993   | Німеччина Зандра Фелкер Зільвія Ґераш Беттіна Устровскі Францишка ван Альмсік   | Росія Ніна Живаневська Ольга Прохорова Світлана Ваньо Наталія Мещерякова                      | Велика Британія Кеті Ошер Джеймі Кінґ Нікола Ґудвін Карен Пікерінґ                |
| Відень 1995    | Німеччина Кетлін Рунд Яна Дерріс Юлія Войтович Францишка ван Альмсік            | Угорщина Крістіна Егерсегі Агнеш Ковач Едіт Клокер Дьйондьвер Лакош                           | Іспанія Марія Тато Марія Олай Марія Пелаес Клаудія Франко                         |
| Севілья 1997   | Німеччина Антьє Бушшульте Зільвія Ґераш Катрін Майснер Зандра Фелкер            | Росія Ольга Кочеткова Ольга Ландик Світлана Ваньо Наталія Мещерякова                          | Велика Британія Сара Прайс Джеймі Кінґ Керолайн Фут Карен Пікерінґ                |
| Стамбул 1999   | Швеція Тереза Альсгаммар Марія Естлінґ Юганна Шеберг Малін Сванстрем            | Німеччина Зандра Фелкер Зільвія Пульфріх Францишка ван Альмсік Катрін Майснер                 | Велика Британія Кеті Секстон Зої Бейкер Сью Ролф Карен Пікерінґ                   |
| Гельсінкі 2000 | Швеція Тереза Альсгаммар Емма Іґельстрем Юганна Шеберг Луїза Єнке               | Бельгія Софі Вольфс Бріжитт Бекю Фаб'єнн Дюфур Ніна ван Кекговен                              | Румунія Ралука Удрою Бятріче Кишлару Дьяна Мокану Камелія Аліна Потек             |
| Берлін 2002    | Німеччина Антьє Бушшульте Зімоне Вайлер Францишка ван Альмсік Зандра Фелкер     | Швеція Тереза Альсгаммар Емма Іґельстрем Анна-Карін Каммерлінг Юганна Шеберг                  | Україна Ірина Амшеннікова Світлана Бондаренко Яна Клочкова Ольга Мукомол          |
| Мадрид 2004    | Франція Лор Маноду Лорі Томассен Орор Монжель Малія Метелла                     | Україна Ірина Амшеннікова Світлана Бондаренко Яна Клочкова Ольга Мукомол                      | Нідерланди Стефані Люйкен Маделон Банс Шанталь Ґрот Марлен Велдгойс               |
| Будапешт 2006  | Велика Британія Мелані Маршалл Кірсті Балфор Террі Даннінґ Франческа Голсолл    | Німеччина Антьє Бушшульте Сара Певе Анніка Мельгорн Брітта Штеффен                            | Франція Лор Маноду Анн-Софі Ле Парантуен Алена Попшанка Селін Кудер               |
| Ейндговен 2008 | Велика Британія Елізабет Сіммондс Кейт Гейвуд Джемма Лов Франческа Голсолл      | Росія Анастасія Зуєва Юлія Єфімова Наталія Сутягіна Дар'я Белякіна                            | Нідерланди Гінкелін Схредер Йолейн ван Ванкенґуд Інґе Деккер Марлен Велдгойс      |
| Будапешт 2010  | Велика Британія Джемма Споффорт Кейт Гейвуд Франческа Голсолл Емі Сміт          | Швеція Генріетте Стенквіст Йоліна Хестман Тереза Альсгаммар Сара Шестрем                      | Німеччина Дженні Менсінг Кароліне Рунау Даніела Самульскі Зільке Ліппок           |
| Дебрецен 2012  | Німеччина Дженні Менсінг Сара Певе Александра Венк Брітта Штеффен               | Італія Аріанна Барб'єрі Іларія Біанкі К'яра Боджатто Аліса Міццау                             | Швеція Тереза Свендсен Йоліна Хестман Мартіна Гранстрем Наталі Ліндборг           |
| Берлін 2014    | Данія Міе Нільсен Рікке Меллер Педерсен Джанетт Оттесен Пернілле Блуме          | Швеція Іда Ліндборг Дженні Юханссон Сара Шестрем Мішель Колеман                               | Велика Британія Джорджія Девіс Софі Тейлор Джемма Лов Франческа Голсолл           |
| 2016 Лондон    | Велика Британія Кетлін Доусон Клої Таттон Шівон-Марі О'Коннор Франческа Голсолл | Італія Карлотта Цофкова Мартіна Карраро Іларія Біанкі Еріка Ферраіолі                         | Фінляндія Мімоза Джаллоу Єнна Лаукканен Емілія Піккарайнен Ханна-Марія Сеппяля    |
| Глазго 2018    | Росія Анастасія Зуєва Юлія Єфімова Світлана Чімрова Марія Камєнєва              | Данія Міе Нільсен Рікке Меллер Педерсен Емілі Бекманн Пернілле Блуме                          | Велика Британія Джорджія Девіс Шівон-Марі О'Коннор Еліс Томас Фрея Андерсон       |
| Будапешт 2020  | Велика Британія Кетлін Доусон Моллі Реншов Лора Стівенс Анна Гопкін             | Росія Марія Камєнєва Юлія Єфімова Світлана Чімрова Аріна Суркова                              | Італія Маргеріта Панцієра Аріанна Кастіньліоні Елена Ді Ліддо Федеріка Пеллегріні |

### Змішана естафета 4×100 метрів вільним стилем
| Рік           | Золото                                                                          | Срібло                                                                        | Бронза                                                                       |
| ------------- | ------------------------------------------------------------------------------- | ----------------------------------------------------------------------------- | ---------------------------------------------------------------------------- |
| Берлін 2014   | Італія Лука Дотто Лука Леонарді Еріка Ферраіолі Джада Галіці                    | Росія Андрій Гречин Володимир Морозов Вероніка Андрусенко Маргарита Нестерова | Франція Клеман Міньйон Грегорі Малле Анна Сантаман Коралі Балмі              |
| 2016 Лондон   | Нідерланди Себастіан Версхюрен Бен Схвітерс Мод ван дер Мер Раномі Кромовідьойо | Італія Філіппо Маньїні Лука Дотто Еріка Ферраіолі Федеріка Пеллегріні         | Франція Клеман Міньйон Жеремі Страв'юс Шарлотт Бонне Анна Сантаман           |
| Глазго 2018   | Франція Жеремі Страв'юс Мехді Метелла Марі Ваттель Шарлотт Бонне                | Нідерланди Нілс Корстаньє Стан Пейненбург Фемке Гемскерк Раномі Кромовідьойо  | Росія Климент Колесников Владислав Гриньов Марія Камєнєва Арина Опьонишева   |
| Будапешт 2020 | Велика Британія Данкан Скотт Томас Дін Анна Гопкін Фрея Андерсон                | Нідерланди Стан Пейненбург Єссе Пютс Раномі Кромовідьойо Фемке Гемскерк       | Італія Алессандро Мірессі Томас Чеккон Федеріка Пеллегріні Сільвія ді П'єтро |

### Змішана естафета 4×200 метрів вільним стилем
| Рік           | Золото                                                           | Срібло                                                                        | Бронза                                                                        |
| ------------- | ---------------------------------------------------------------- | ----------------------------------------------------------------------------- | ----------------------------------------------------------------------------- |
| Глазго 2018   | Німеччина Якоб Хайдтманн Геннінґ Мюлайтнер Рева Фоос Анніка Брун | Росія Михайло Вековищев Михайло Довгалюк Валерія Саламатіна Вікторія Андреєва | Велика Британія Стівен Мілн Крейґ Маклін Кетрін Ґрінслейд Фрея Андерсон       |
| Будапешт 2020 | Велика Британія Томас Дін Джеймс Ґай Еббі Вуд Фрея Андерсон      | Італія Стефано Балло Стефано Ді Кола Федеріка Пеллегріні Маргеріта Панцієра   | Росія Олександр Щоголєв Олександр Красних Анна Єгорова Анастасія Кирпичникова |

### Змішана естафета 4×100 метрів комплексом
| Рік           | Золото                                                                             | Срібло                                                                   | Бронза                                                                            |
| ------------- | ---------------------------------------------------------------------------------- | ------------------------------------------------------------------------ | --------------------------------------------------------------------------------- |
| Берлін 2014   | Велика Британія Кріс Вокер-Гебборн Адам Піті Джемма Лов Франческа Голсолл          | Нідерланди Бастіан Лієсен Брам Деккер Інґе Деккер Фемке Гемскерк         | Росія Володимир Морозов Віталіна Сімонова В'ячеслав Прудніков Вероніка Андрусенко |
| 2016 Лондон   | Велика Британія Кріс Вокер-Гебборн Адам Піті Шівон-Марі О'Коннор Франческа Голсолл | Італія Сімоне Саббіоні Мартіна Карраро П'єро Кодіа Федеріка Пеллегріні   | Угорщина Габор Балог Габор Фінанчек Евелін Веррасто Жужанна Якабош                |
| Глазго 2018   | Велика Британія Джорджія Девіс Адам Піті Джеймс Ґай Фрея Андерсон                  | Росія Климент Колесников Юлія Єфімова Світлана Чімрова Володимир Морозов | Італія Маргеріта Панцієра Фабіо Скоццолі Елена Ді Ліддо Алессандро Мірессі        |
| Будапешт 2020 | Велика Британія Кетлін Доусон Адам Піті Джеймс Ґай Анна Гопкін                     | Нідерланди Кіра Туссен Арно Каммінга Нілс Корстаньє Фемке Гемскерк       | Італія Маргеріта Панцієра Ніколо Мартіненьї Елена Ді Ліддо Алессандро Мірессі     |